# Bonasa
Bonasa is een geslacht van vogels uit de familie fazantachtigen (Phasianidae).

## Soorten
Het geslacht kent de volgende soort:
- Bonasa umbellus – Kraaghoen